# Palaquium elegans
Palaquium elegans là một loài thực vật có hoa trong họ Hồng xiêm. Loài này được Griffoen & H.J.Lam mô tả khoa học đầu tiên năm 1960.